# Binjamina

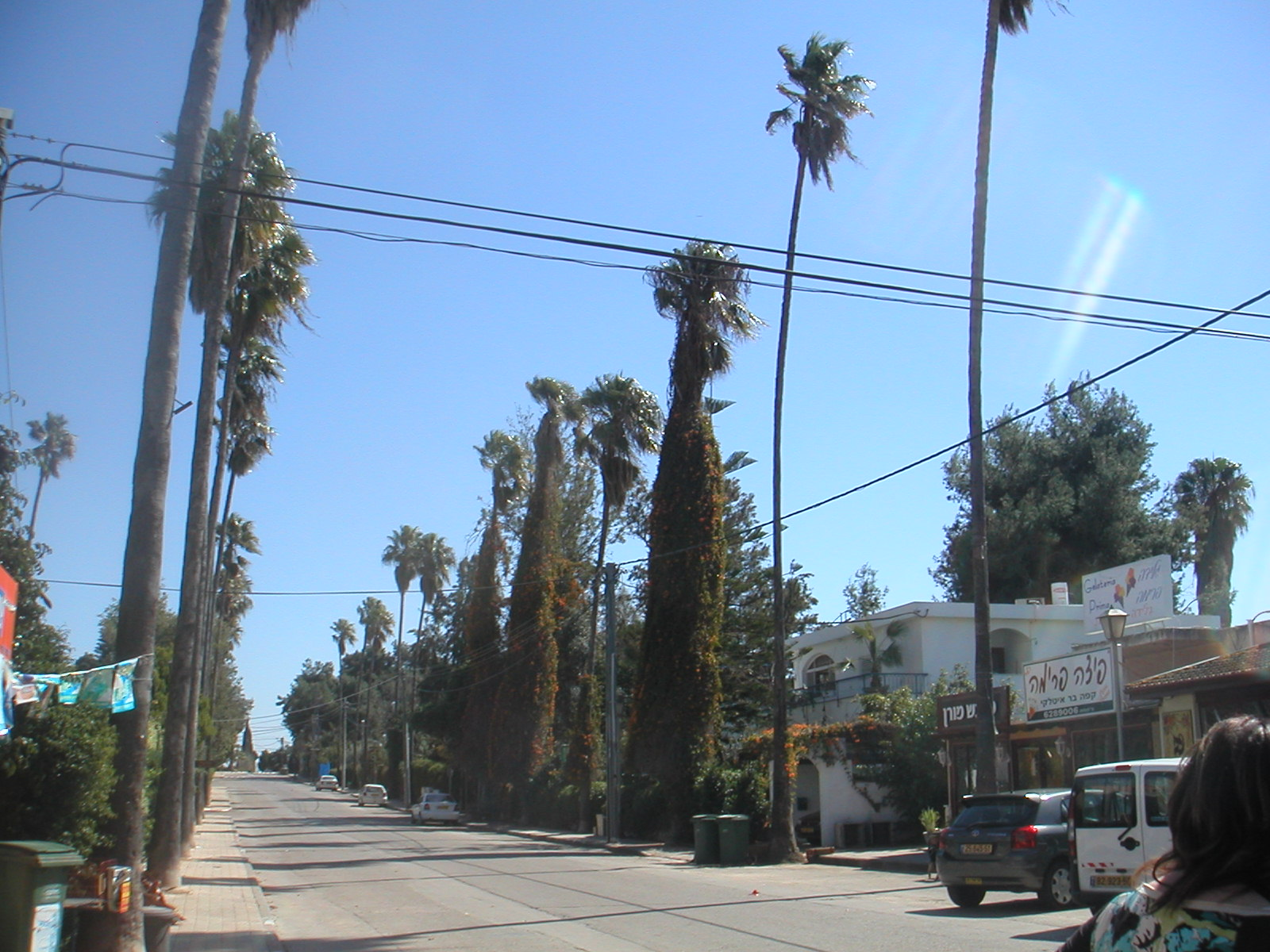
Straße in Binjamina

Binjamina (hebräisch בִּנְיָמִינָה, auch Binyamina) ist eine Stadt im Bezirk Haifa, im Nordwesten Israels, die nah am Mittelmeer, südlich von Haifa und nördlich von Netanja liegt. Gegründet 1922, wurde Binjamina nach Baron Edmond (Benjamin) James de Rothschild benannt. Im Jahre 2003 hat sich die Stadt mit Givʿat Ada zum Lokalverband Binjamina-Givʿat Ada zusammengeschlossen.
Die archäologische Stätte Caesarea liegt im Westen der Stadt. 2004 hatte Binjamina ungefähr 8.400 Einwohner. Die Stadt ist bekannt für die Produktion von Honig und Wein. Einige der größeren Weingüter Israels befinden sich in Binjamina.

## Söhne und Töchter der Stadt
- Roni Givati (1940–2014), israelische Autorin
- Ehud Manor (1941–2005), israelischer Dichter
- Ehud Olmert (* 1945), israelischer Politiker und Ministerpräsident

## Städtepartnerschaften
Die Stadt Binjamina unterhält partnerschaftliche Beziehungen zu
- Tokaj in Ungarn